# Ciara (album)
„Ciara” este cel de-al cincilea album de studio al interpretei americane Ciara care îi poarta numele, care a fost lansat pe data de 9 iulie 2013, prin intermediul casei de discuri Sony Music Entertainment. Original intitulat One Woman Army, Al cincilea album de studio a Ciarei este prima lansare al artistei prin intermediul casei de discuri Epic, dupa ce a publicat albumele precedente cu Jive Records să o elibereze de obligațiile ei contractuale. Cantareața a citat o lipsă de sprijin din partea caselor de discuri și finanțarea financiară pentru albumele sale anterioare Fantasy Ride (2009) și Basic Instinct (2010). Pe acest al cincilea album de studio, Ciara s-a reunit cu mentorul ei pe termen lung LA Reid, președintele casei de discuri Epic Records. Reid este creditat cu descoperirea Ciarei în 2003, impreună cu semnarea ei la casa de discuri LaFace Records și producerea ei executivă la albumul de studio de debut Goodies (2004).

## Lista pieselor
| Ciara – CD catalog #888837265829 |                                                   | |                                        |         |  |
| Nr.                              | Titlu                                             | Autor(i) | Producător(i)                          | Lungime |  |
| 1.                               | „I'm Out” (featuring Nicki Minaj)                 | Rock City Onika Maraj Ciara | Rock City The Co-Captains              | 3:58    |  |
| 2.                               | „Sophomore”                                       | Kenneth Coby Ciara | Soundz Ciara                           | 3:44    |  |
| 3.                               | „Body Party”                                      | Ciara Nayvadius "Future" Cash Jasper Cameron Michael L. Williams II Pierre Ramon Slaughter Carlton Mahone Rodney Terry                                          | Mike Will Made-It P-Nasty Ciara Cash   | 3:54    |  |
| 4.                               | „Keep on Lookin'”                                 | Rock City Ciara | Rock City Cameron Wallace              | 3:17    |  |
| 5.                               | „Read My Lips”                                    | Ciara Rodney "Darkchild" Jerkins Olivia Waithe | Jerkins Tommy Lumpkins Ciara           | 4:08    |  |
| 6.                               | „Where You Go” (featuring Future)                 | Williams II Slaughter Ciara Cash | Mike Will Made-It P-Nasty Ciara Cash   | 3:43    |  |
| 7.                               | „Super Turnt Up”                                  | Ciara Cameron | Ciara Cameron                          | 4:28    |  |
| 8.                               | „DUI”                                             | Coby Chris Llewellyn Brian Cohen Sean "Elijah Blake" Fenton Ciara                                                                                               | Soundz The Rockstars Kuk Harrell Ciara | 4:35    |  |
| 9.                               | „Livin' It Up” (featuring Nicki Minaj)            | Dernst "D'Mile" Emile II Diana Eve Paris Gordon Ciara Maraj Kenneth Carter Walter Carter Dave Ferguson William Hull Curtis Reynolds Keith Samuels Brian Sherrer | Emile II                               | 3:45    |  |
| 10.                              | „Overdose”                                        | Josh Abraham Oliver Goldstein Ali Tamposi Waithe Ciara | Abraham Oligee Harrell Ciara           | 3:47    |  |
| 11.                              | „Body Party (Remix)” (featuring Future and B.o.B) | Ciara Cash Cameron Williams II Slaughter Mahone Terry Bobby Ray Simmons, Jr.                                                                                    | Mike Will Made-It P-Nasty Ciara Cash   | 3:57    |  |
| Lungime totală:                  | Lungime totală:                                   | Lungime totală: | Lungime totală:                        | 43:20   |  |

| Ciara – iTunes Store bonus track |                 | |                   |         |  |
| Nr.                              | Titlu           | Autor(i) | Producător(i)     | Lungime |  |
| 11.                              | „Backseat Love” | Harvey Mason, Jr. Damon Thomas Ciara Dominque Logan Darius Logan Michael Jiminez Dewain Whitmore, Jr. Steven Russell Jeannine Sharp | The Underdogs D&D | 3:39    |  |

| Ciara – Target / Japanese bonus tracks |                                        |                                                        |                      |         |  |
| Nr.                                    | Titlu                                  | Autor(i)                                               | Producător(i)        | Lungime |  |
| 12.                                    | „Boy Outta Here” (featuring Rick Ross) | Mason, Jr. Thomas Blake "King X" Reynolds Coby Ciara   | The Underdogs King X | 3:51    |  |
| 13.                                    | „One Night with You”                   | Mason, Jr. Thomas Michael Jiminez Steven Russell Ciara | The Underdogs Fuego  | 3:13    |  |

## Istoricul lansărilor
| Țară                       | Dată          | Format                 | Casă de discuri |
| -------------------------- | ------------- | ---------------------- | --------------- |
| Australia                  | 5 iulie 2013  | CD Descărcare digitală | Sony Music      |
| Brazilia                   | 5 iulie 2013  | CD Descărcare digitală | Epic Records    |
| Germania                   | 5 iulie 2013  | CD Descărcare digitală | Sony Music      |
| Regatul Unit               | 8 iulie 2013  | CD Descărcare digitală | Epic Records    |
| Statele Unite ale Americii | 9 iulie 2013  | CD Descărcare digitală | Epic Records    |
| Canada                     | 9 iulie 2013  | CD Descărcare digitală | Epic Records    |
| Noua Zeelandă              | 12 iulie 2013 | CD Descărcare digitală | Epic Records    |
| Japonia                    | 24 iulie 2013 | CD                     | Epic Sony       |